# 17938 Tamsendrew
17938 Tamsendrew è un asteroide della fascia principale. Scoperto nel 1999, presenta un'orbita caratterizzata da un semiasse maggiore pari a 2,3556058 UA e da un'eccentricità di 0,1903574, inclinata di 3,78711° rispetto all'eclittica.